# Киријакос Мицотакис
Киријакос Мицотакис (грч. Κυριάκος Μητσοτάκης; Атина, 4. март 1968) грчки је политичар који је премијер Грчке од 8. јула 2019. године. Члан је Нове демократије, а председник ове странке је од 2016. године. Мицотакис је претходно био лидер опозиције од 2016. до 2019. године, а пре тога и министар за административну реформу од 2013. до 2015. године.
Први пут је изабран у Хеленски парламент испред атинске изборне јединице Б 2004. године. Након што је Нова демократија доживела два изборна пораза у 2015. години, изабран је за лидера странке у јануару 2016. године. Три године касније, 7. јула 2019, предводио је своју странку до већинске победе на изборима 2019, први пут још од 2007. године. Син је бившег премијера Константиноса Мицотакиса.

## Детињство, младост и образовање
Рођен је у Атини, он је син бившег премијера Грчке и почасног председника Нове демократије, Константиноса Мицотакиса, и његове супруге Марике (рођена Гјануку). У време његовог рођења, његова породица је била стављена у кућни притвор од стране грчке војне хунте која је његовог оца прогласила персоном нон грата и затворила га у ноћи пуча. 1968. године, када је имао само годину дана, породица је побегла у Турску уз помоћ тадашњег министра спољних послова Турске Ихсана Сабрија Чаглијангила. Након неког времена преселили су се из Турске у Париз и чекали су до 1974. године да се врате у Грчку након што је обновљена демократија. Касније је Мицотакис првих шест месеци свог живота описао као политички затвор.
Године 1986. дипломирао је на Атинском колеџу. Од 1986. до 1990. похађао је Универзитет Харвард и стекао је диплому у друштвеним наукама и био носилац награде Хупс и Токвил. Од 1992. до 1993. похађао је Универзитет Станфорд где је стекао звање магистра  међународне политике код Форда Дорсеја. Од 1993. до 1995. године похађао је Пословну школу Харвард где је стекао мастер из јавне управе.

## Професионална каријера
Од 1990. до 1991. године Киријакос Мицотакис је радио као финансијски аналитичар у одељењу за корпоративне финансије Чејз банке у Лондону. Од 1991. до 1992. године Мицотакис се вратио у Грчку и придружио се Хеленској војсци како би испунио своје обавезе у вези са националном службом. Од 1995. до 1997. године, а по завршетку постдипломских студија запослен је у консултантској компанији МекКинзи анд компани у Лондону, усредсређујући се пре свега на телекомуникационе и финансијске услуге. Од 1997. до 1999. године радио је за Alpha Ventures, подружницу приватног Алфа банке, као виши службеник за инвестиције, извршавајући ризични докапитализације и трансакције приватним капиталом. Године 1999. основао је NBG Venture Capital, подружницу приватног капитала и ризичног капитала Народне банке Грчке, и био је њен извршни директор све до априла 2003. године, када је поднео оставку да би наставио каријеру у политици, управљајући својим портфељем и извршавајући трансакције у Грчкој и на Балкану .
У јануару 2003. године Светски економски форум га је номиновао за глобалног лидера сутрашњице.

## Политичка каријера
Током парламентарних избора 2000. године, Мицотакис је радио за националну кампању Нове демократије. На парламентарним изборима 2004. године, Мицотакис се кандидовао у атинској изборној јединици Б, добивши више гласова него било који други кандидат Нове демократије у земљи и изабран је у хеленски парламент . 
Мицотакис је почасни председник фондације Константинос К. Мицотакис, чији је циљ промоција живота и дела Константиноса Мицотакиса и извештавање о савременој политичкој историји Грчке. 
Дана 24. јуна 2013, Мицотакис је именован за министра за административну реформу и е-управу у кабинету Антониса Самараса, наследивши Антониса Манитакиса. На тој функцији је био до јануара 2015. године. За то време он је спровео свеобухватне националне реформе спроводећи функционалну реорганизацију институција, структура и процеса. Он је одлучно подржавао драстично смањивање плата у јавном сектору и структурну реформу пореске управе.
У 2015. години, Митсотакис је био посланик Нове демократије, представљајући председника странке у Парламенту, као и главно тело представника те странке. Оптужен је да је изражавао ставове своје странке током парламентарних процедура и дискурса, као и да је осигурао правилно функционисање Парламента процесом провера и равнотеже. У марту 2015. године, тврдио је да тадашњи министар финансија Јанис Варуфакис поткопава грчке преговоре о трећем програму прилагођавања, рекавши: „Сваки пут када отвори уста, он ствара проблем у преговарачкој позицији ове земље.“ 
Мицотакис је био први од четири члана Нове демократије који је објави своју кандидатуру на изборима за председника странке, то је изјавио након оставке Антониса Самараса на место лидера странке и неуспеха Нове демократије на ванредним изборима у септембру 2015. године . Међу осталим такмичарима био је тада привремени лидер и бивши председник грчког парламента Вангелис Мејмаракис. Према писању Financial Times-а, Мицотакис је "представљан као аутсајдер у трци за лидера" због подршке партијске организације Мејмаракисовој кандидатури. Након првог круга гласања без јасног победника, Мицотакис је био на другом месту са 11% гласова мање од Мејмаракиса. 
Дана 10. јануара 2016. Мицотакис је изабран за председника политичке странке Нова демократија наследивши Јаниса Плакиотакиса (привремени председник) са скоро 4% разлике у односу на противника Вангелиса Мејмаракиса. Недељу дана после избора Мицотакиса за вођу, објављене су две анкете јавног мњења које су Нову демократију ставиле испред Сиризе, први пут после годину дана.
Његова странка освојила је 33% гласова на европским изборима 2019. Успео је да добије гласове из странке Златна зора . Након резултата избора, Хеленски парламент је распуштен и расписани су ванредни избори.

## Премијер Грчке
Нова демократија је остварила победу против владајуће коалиције на парламентарним изборима 2019. године, освојивши 39,85% гласова и осигуравши 158 мандата у Хеленском парламенту . Грчки председник Прокопис Павлопулос прихватио је 8. јула 2019. оставку Алексиса Ципраса и задужио Мицотакиса да формира нову владу. Мицотакис је истог дана положио заклетву као нови председник владе. Дана 9. јула министри у његовој влади су положили заклетву. 

## Лични живот
Митсотакис је млађи брат бивше министарке спољних послова и градоначелнице Атине Доре Бакојани, што га чини зетом покојног Павлоса Бакојанија, кога је терористичка група убила 17. новембра 1989. и ујака Костаса Бакојанија, бившег регионалног гувернера Средишње Грчке и актуелног градоначелника Атине .
Митсотакис је ожењен Маревом Грабовски, инвестиционим банкаром грчких, пољских и египатских корена. Имају троје деце, Софију, Константина и Дафне.
Поред грчког говори енглески, француски и немачки језик.
Митсотакис је верник Грчке православне цркве .

## Контроверзе

### Сименсове оптужбе за скандал
Године 2007. је објављено да је Мицотакис био умешан у скандал о примању мита у Грчкој. Међутим, Мицотакис је више пута негирао било какву умешаност и до сада није доказана кривица. Суђење Сименсу, у које Мицотакис није укључен, још увек је у току.